# (18636) Villedepompey
(18636) Villedepompey est un astéroïde de la ceinture principale découvert par OCA-DLR, le 2 mars 1998. Il a été ainsi baptisé en l'honneur de la ville de Pompey en Lorraine par l'astronome Alain Maury, natif de Pompey.